# 風媒花
風媒花（ふうばいか）は、花粉媒介を風に頼る形の花のことである。目立たない花をつけるものが多い。

## 概論
風媒花（ふうばいか）とは、花粉を雄蘂まで運ぶための運送方法として、風に運ばせること、つまり風媒（ふうばい）を選択し、その方向へ進化した形の花、あるいはそれを持つ植物のことを指す。
一般に、花が美しく派手であったり、よい香りがしたり、蜜を分泌したりするのは、鳥や昆虫などの動物を誘引するための適応である。それによって彼らを引き付け、彼らに花粉媒介をさせることを目的とする虫媒花である。しかし、風はそのようなものに誘引されることはない。したがって、このようなヒトにとっても魅惑的で有り得る花の特徴は、風媒を目指すものにとってはそのすべてが無用である。そのため、風媒花はヒトの目には魅力を感じられず、場合によっては開花していてもそれと認識されることすらない。
風媒花という形は、風という媒体を花粉輸送に利用する。この方法は、風というどこでも利用できるものを利用する、という点で普遍的に活用できる方法である。虫媒花の場合は、助けとしての虫媒や鳥媒等には、それらの動物の存在が不可欠である。ただし、植物が生育するような環境下では、これらの動物も結構普遍的に生存しているので、虫媒や鳥媒も多くの場合、不利ではない。むしろ、それらの動物が花から花へと選択的に移動することから、生産する花粉の量と受粉の効率の点では有利である。虫や鳥を呼ぶための資源供給（蜜や食われる花粉など）や、誘引のための投資（派手な花を作ることや匂いを発すること）が必要ではあるが、風媒花が花粉を無駄に一面に散布することを考えれば、効率的には利点が大きい。したがって、温和な環境では動物媒介の割合が増える。
しかし、動物がその環境に生息するには、花の時期以外の時期にも生存を維持しなければならない。例えば激しい乾季が続く場所では、植物は種子などの休眠状態で過ごすことも可能であるが、動物にはそのような器用なまねができるものは多くない。また、花粉媒介を行う動物と花との共進化が起きてくると、どちらかがいなくなれば他方の生存が危うくなる場合もある。風媒花ではこのような現象が起きることはない。
このように、風媒花は、他の動物に依存せず、広範囲の条件下で成立させやすい方法である。この方法を採用している植物の種は案外多く、実用的に重要な植物も少なくない。具体的には、裸子植物(マツ科、ヒノキ科、スギ科等)のほとんど、ヤナギ科やブナ科植物（
ブナ・カシ・ナラ等）、イネ科やカヤツリグサ科などがそうである。むしろ、生物の歴史を見れば、風媒花こそが花の姿としては本来のものであったとも考えられる。
他方で、その花粉が広範囲に撒き散らされるため、花粉症の原因となっているものも多い。

## 特徴
風媒花の多くに共通する特徴として、以下のようなものが挙げられる。
- 花が地味である。

花びらなど花を飾るものがないか、あるいは退化している。あっても地味な色をして目立たない。香りもほとんど無いものが多い。
- 花粉を多く生産する。

多量の花粉を生産する。場合によっては周囲に煙が漂うように肉眼でも見ることができる。
- 柱頭が長く大きく発達する。

空中を飛来する花粉を受け止めやすいように柱頭に多数の毛が生えたものや、長く伸びたものもある。
- 花粉が空を飛びやすくなっている。

花粉が風に乗りやすいように袋を持っているものもある。
- 雄花と雌花に分かれているものが多い。

雄花と雌花が別々になって、枝の上で着く位置が異なる場合が多い。たいていは雄花が枝の先に出て、雌花はやや基部に位置する。より高いところ、前に出たところで花粉をふりまき、それを下で受ける形である。

## 系統との関係
花粉を形成するのは裸子植物と被子植物だけである。シダ植物においても、小胞子が大胞子のうのそばで発芽するタイプは同様に考えてもよいかもしれない。シダ種子植物などはこの範疇に入る。
裸子植物の場合、そのほとんどが風媒花である。花と言ってよいかどうかには異論もあるが、花粉を形成する部分（雄花）は葯が並んだ胞子葉の集まった構造で、たいていは枝の先につき、花粉散布後に脱落する。種子を形成する部分（雌花）は胚珠の乗った葉の集合体で、受粉後に発達して松笠などの姿になる。化石種ではキカデオイデアが虫媒であったとも言われるが、もともと花粉媒介の方法としては風媒が最初の姿であった可能性が高い。おそらく陸上植物として進化してきたものの中で、最初に小胞子を大胞子のそばまで飛ばして発芽させる型をとったもの（多分シダ植物であったろう）も、その散布様式は風媒であったはずである。
被子植物においては、さまざまな群に風媒花をつけるものがあるが、ある程度まとまった群が風媒花を持つ例もある。
その一つは、カバノキ科、ヤナギ科、ブナ科等の群で、すべて樹木である。これらの植物では、雄花は枝の先に穂状の花序として出る。この花序は、たいていはぶら下がり、枯れた時には個々の花が落ちるのではなくて、花序全体が基部から脱落する、といった特徴を共有しており、特に尾状花序と呼ばれる。また、これらの植物は、個々の花の構造が単純で、雄花は雄しべのみ、雌花は雌しべのみと言ってよいほど単純な構造をしている。そのため、これらの植物が被子植物としては最も原始的なものである、との説があった。エングラーの体系はそれに基づくものである。
逆に、モクレンなどのように花びらや雄しべ雌しべの数が不安定で、それらが螺旋状に配列する花を原始的と見るのがクロンキストの体系の基となっている。この考えに立てば、これらの風媒花も二次的に風媒花として進化し、その過程で単純な構造の花を進化させたと考えられる。
単子葉植物においては、イグサ科、カヤツリグサ科、イネ科を含む群がある。これらの植物は、花びらを持った花から進化したものと考えられる。イグサ科では六枚の花被がしっかりと存在するが、カヤツリグサ科、イネ科ではそれらはほとんど見られず、個々の花は単純化し、集まって小穂を形成する。特にイネ科は世界の草原において多くの場所で優占し、また穀物としても重要である。
もう一つ、同じく単子葉植物において、ヤシ科、タコノキ科を含む一群がある。いずれも単子葉植物としては例外的な木本で、独特な樹形の植物群である。

なお、風媒花をつける植物の仲間であっても、二次的に虫媒などになったと考えられるものもある。たとえばカシやナラなどのブナ科植物は風媒花をつける植物の代表であり、雄花は細長い柄に、ごく小さいものが並ぶ地味なものであるが、シイやクリの花には多くの昆虫が訪れる。これらの場合、雄花の穂は枝先に多数集まり、穂全体が黄色みを帯びることでまとまればかなり目を引くようになっており、また、強い香りを放っている。逆に、キク科におけるヨモギやブタクサのように、虫媒花の群でありながら、二次的に風媒となったものもある。

## 分類
代表的な風媒花の群を挙げる。
裸子植物門
- イチョウ植物
- ソテツ植物
- 球果植物門

被子植物 - 分類はAPG IVに基づく。
- 真正双子葉類
  - コア真正双子葉類
    - バラ類
      - マメ群
        - キントラノオ目
          - ヤナギ科：ヤナギ・ドロノキ・ポプラ

        - バラ目
          - イラクサ科：イラクサ・カナムグラ・カラムシ

        - ブナ目
          - ブナ科：ブナ・カシ・ナラ・クヌギ
          - ヤマモモ科：ヤマモモ・ヤチヤナギ（Myrica gale subsp. tomentosa）
          - クルミ科：オニグルミ・サワグルミ
          - カバノキ科：シラカンバ・ヤシャブシ・ハンノキ・ミズメ・イヌシデ・アカシデ・ハシバミ

    - キク類
      - asterid I
        - リンドウ目
          - アカネ科: コプロスマ属（Coprosma）、Galopina属、ヤマトグサ属[3]

      - asterid II
        - キク目
          - キク科：ヨモギ・ブタクサ・オナモミ
- 単子葉植物
  - タコノキ目
    - タコノキ科

  - ツユクサ類
    - ヤシ目
      - ヤシ科

    - イネ目
      - ガマ科（旧ミクリ科を含む）
      - イグサ科
      - カヤツリグサ科
      - イネ科